# Classmates.com
Classmates.com é um serviço de rede social criado em 1995 por Randy Conrads, o mesmo que fundou a Classmates Online, Inc.
O website foi originalmente projetado para ajudar os membros a encontrar amigos e colegas de creche, ensino fundamental, ensino médio, faculdade, o trabalho e serviço militar. Em 2010, o CEO Mark Goldston descreveu a transição do site "para se concentrar cada vez mais em conteúdo nostálgico", tais como "anuários do ensino médio, trailers de filmes, músicas, e imagens fotográficas."
Para este fim, e também para apelar mais para os usuários mais velhos, o nome do site foi alterado para Memory Lane, que incluiu um redesign
Esta rede social, muito popular nos anos 1990 nos EUA e Canadá, já teve mais de 50 milhões de usuários, mas hoje, tem poucos.
Mesmo após 17 anos a pioneira das redes sociais agrega até hoje mais de 100 mil anuários escolares, aqueles típicos livros onde se reuniam as fotos dos alunos ao final do ensino fundamental e médio, muito famoso nos EUA.